# Comarque de Santiago
Santiago est une comarque de la province de La Corogne en Galice (Espagne). 

## Municipios de la comarque
La comarque est composée de sept municipios (municipalités ou cantons) : 
- Ames
- Boqueixón
- Brión
- Santiago de Compostela
- Teo
- Val do Dubra
- Vedra